# Chico Bento e a Goiabeira Maraviósa
Chico Bento e a Goiabeira Maraviósa é um filme brasileiro de 2025 baseado na série de histórias em quadrinhos criada por Mauricio de Sousa, produzido pela Biônica Filmes, em coprodução com a Mauricio de Sousa Produções e a Paris Entretenimento. Com direção de Fernando Fraiha que assina o roteiro ao lado de Elena Altheman e Raul Chequer, o filme estreou em 9 de janeiro de 2025 nos cinemas. Foi lançado no streaming no dia 22 de março de 2025, no Amazon Prime Video, sem custo adicional para os assinantes.
Estrelado por Isaac Amendoim a história segue Chico Bento em uma aventura com seus amigos para salvar a goiabeira do Nhô Lau. O filme ainda conta com participação de Pedro Dantas, Anna Julia Dias, Lorena de Oliveira, Augusto Madeira, Luis Lobianco e Débora Falabella nos papéis principais.

## Sinopse
Chico Bento leva uma vida tranquila na Vila Abobrinha, rodeado de seus amigos e goiabas, até que a construção de uma estrada nas terras do Nhô Lau ameaça sua goiabeira e mobiliza toda a turma.

## Elenco
- Isaac Amendoim como Chico Bento
- Pedro Dantas como Zé Lelé
- Anna Júlia Dias como Rosinha
- Lorena de Oliveira como Tábata
- Davi Okabe como Hiro
- Guilherme Tavares como Zé da Roça
- Enzo Henrique como Genesinho
- Augusto Madeira como Dotô Agripino
- Luis Lobianco como Nhô Lau
- Débora Falabella como Professora Marocas
- Taís Araújo como Dona Goiabeira
- Livia La Gatto como Dona Cotinha Bento
- Guga Coelho como Nhô Bento
- Thaís Garayp como Vó Dita

## Música
As músicas do filme foram compostos pelo compositor Fabio Góes (que trabalhou nos filmes da Turma da Mônica: Laços e Lições). Góes também escreveu a música de abertura do filme em colaboração com Ivan Vilela, que é uma versão instrumental da canção do personagem-título originalmente compostos por Mauricio de Sousa, Gaó e Wilma Camargo (que fez parte do álbum A Bandinha da Turma da Mônica, lançado em 1971 pela Fermata do Brasil). O álbum da trilha sonora foi lançada pela gravadora e distribuidora Tratore em 9 de janeiro de 2025, o mesmo dia da estreia do filme nos cinemas.
Lista de músicas
| N.º            | Título                        | Compositor(es)                                                                                    | Duração |  |
| 1.             | "Chico Bento - Abertura"      | Mauricio de Sousa Odmar Amaral Gurgel Wilma Camargo (original) Fabio Góes Ivan Vilela (adaptação) | 02:06   |  |
| 2.             | "Comédia Pangaré"             | Fabio Góes                                                                                        | 01:04   |  |
| 3.             | "Galopinho e Canção de Ninar" | Fabio Góes                                                                                        | 00:57   |  |
| 4.             | "Semente"                     | Fabio Góes Victor Pulcinelli                                                                      | 01:09   |  |
| 5.             | "Chico Empolgação"            | Fabio Góes Ivan Vilela                                                                            | 01:00   |  |
| 6.             | "Primeira Goiaba"             | Fabio Góes Tami Belfer                                                                            | 01:17   |  |
| 7.             | "Goiaba Inesquecível"         | Fabio Góes Tami Belfer                                                                            | 00:58   |  |
| 8.             | "Suspense Nhô Lau"            | Fabio Góes Tami Belfer                                                                            | 00:44   |  |
| 9.             | "Tema da Turma"               | Fabio Góes Rogério Sobreira                                                                       | 02:43   |  |
| 10.            | "Chico e Rosinha"             | Fabio Góes                                                                                        | 02:10   |  |
| 11.            | "Chico e Dona Marocas"        | Fabio Góes Victor Pulcinelli                                                                      | 01:01   |  |
| 12.            | "Genesinho Aventura"          | Fabio Góes Ivan Vilela Rogério Sobreira                                                           | 01:16   |  |
| 13.            | "Chico e Rosinha Triste"      | Fabio Góes                                                                                        | 01:15   |  |
| 14.            | "Dotô Agripino"               | Fabio Góes                                                                                        | 01:29   |  |
| 15.            | "Que Mundo é Esse?"           | Fabio Góes                                                                                        | 00:59   |  |
| 16.            | "Chico Triste"                | Fabio Góes Rogério Sobreira                                                                       | 04:10   |  |
| 17.            | "Chico Formiga"               | Fabio Góes Rogério Sobreira                                                                       | 01:19   |  |
| 18.            | "Chico Vôo"                   | Fabio Góes                                                                                        | 01:22   |  |
| 19.            | "Confia em Mim"               | Fabio Góes Ivan Vilela                                                                            | 00:54   |  |
| 20.            | "Tratores do Mal"             | Fabio Góes                                                                                        | 00:54   |  |
| 21.            | "Comédia Dom Quixote"         | Fabio Góes Rogério Sobreira                                                                       | 01:17   |  |
| 22.            | "Chico Bento - Créditos"      | Fabio Góes                                                                                        | 02:07   |  |
| Duração total: | Duração total:                | Duração total:                                                                                    | 32:28   |  |

## Recepção

### Bilheteria
Até 20 de janeiro de 2025 o filme arrecadou R$ 2.47 milhões em bilheteria com 118 mil ingressos vendidos. Alcançou a marca de 1 milhão de espectadores em março de 2025.

### Crítica
Isabela Boscov disse que "em geral o universo de Maurício de Souza tem sido muito bem tratado tanto em filme quanto em série. Mas este aqui (...) talvez seja o meu preferido de tudo o que foi feito até agora". No Omelete, Alexandre Almeida disse que o filme "é uma aventura infantil perfeita e criativa."
Waldemar Dalenogare avaliou com nota 8/10 dizendo que é "o melhor filme do universo de Mauricio de Sousa (...) vem para se tornar uma grande opção do cinema infanto juvenil nacional nesse começo de ano [2025]". Em sua crítica no CinePOP, Janda Montenegro disse que "elenco mirim fofíssimo conquista com importante mensagem".
Escrevendo para o G1 (Rio de Janeiro), Célio Silva avaliou como "uma obra divertida, graciosa e com cara de Brasil, o que é ótimo." Em seu comentário no AdoroCinema, Diego Souza Carlos disse que "o projeto se apresenta como um ótimo exemplo de como realizar a transposição entre diferentes tipos de mídias, aproveitando o melhor de cada linguagem."

### Prêmios e indicações
Prêmio Grande Otelo do Cinema Brasileiro, 2025 
- Melhor Longa-metragem Infantil